# Blésignac
Blésignac is een gemeente in het Franse departement Gironde (regio Nouvelle-Aquitaine) en telt 249 inwoners (1999). De plaats maakt deel uit van het arrondissement Bordeaux.

## Geografie
De oppervlakte van Blésignac bedraagt 2,5 km², de bevolkingsdichtheid is 99,6 inwoners per km².
De onderstaande kaart toont de ligging van Blésignac met de belangrijkste infrastructuur en aangrenzende gemeenten.

## Demografie
Onderstaande figuur toont het verloop van het inwonertal (bron: INSEE-tellingen).